# Perinatalni mortalitet kao stres za majku
Perinatalni mortalitet (PNM) se odnosi na smrt fetusa ili novorođenčeta, nakon porođaja on je veliki stresogeni čiinilac za majku, koji na nju može ostaviti teške psihičke posledice.
Bol zbog gubitka bebe je ogromna, čak i kad se radi o gubitku bebe u prvim nedeljama trudnoće. Svaka žena se sa ovim gubitkom nosi na svoj način. Tuga lomi, posebno ako je i dalje prisutna jaka želja za detetom, odnosno novom trudnoćom.
Istraživanja su pokazala da maksimiziranje pokrivenosti bitnim intervencijama nije dovoljno za smanjenje smrtnost majki i beba. Osim toga, postoji kompleksna međusobna veza između iskustva nege i ishoda trudnoće. Da bi se zaustavila i prevenirali smrtnost majki i novorođenčadi, svaka trudnica i novorođenče trebaju imati stručnu njegu pri porodu zasnovanu na praksi, temeljenu na dokazima, uz podržavajuće okruženje s principima ljudskosti i poštovanja.

## Definicija PNM
Postoje varijacije u preciznoj definiciji perinatalnog mortaliteta, posebno u vezi sa pitanjem uključivanja ili isključivanja ranih fetalnih i kasnih neonatalnih smrtnih slučajeva. Brojka PNM u Velikoj Britaniji je oko 8 na 1.000 i značajno varira po socijalnim klasama, sa najvišim stopama viđenomm kod azijskih žena. Na globalnom nivou, procenjeno je da je 2,6 miliona novorođenčadi 2013. godine umrlo pre prvog meseca starosti, u poređenju sa 4,5 miliona 1990. godine.
Svetska zdravstvena organizacija definiše PNM perinatalni mortalitet kao „broj mrtvorođenih i umrlih u prvoj sedmici života na 1.000 ukupno rođenih, perinatalni period započinje u 22 navršene nedjelje gestacije i završava sedam završenih dana nakon rođenja”, ali se u praksi koriste i druge definicije.
U mediicini perinatalni mortalitet je osnova za izračunavanje stope perinatalnog mortaliteta.

## Opšte informacije o PNM

### Uzroci
Prevremeno rođenje, je posebni rizik za nedonoščad i najčešći uzrok perinatalnog mortaliteta, jer uzrokujući skoro 30 procenata neonatalne smrti.
Sindrom respiratornog distresa kod odojčeta je međutim vodeći uzrok smrti nedonoščadi, koji pogađaja oko 1% novorođene dece.
Urođene anomalije prouzrokuju oko 21 posto neonatalne smrti.

### Fetalni mortalitet
Fetalna smrtnost odnosi se na mrtvorođene ili fetalne smrti. Obuhvata svaku smrt fetusa nakon 20 nedelja gestacije ili 500 gm. U nekim definicijama PNM rani fetalni mortalitet (gestacija od 20. do 27. nedelje) nije uključen, a PNM može obuhvatati samo kasnu fetalnu smrt i neonatalnu smrt. Fetalna smrt se takođe može podeliti na smrt pre porođaja, antenatalnu (antepartum) smrt i smrt tokom porođaja, intranatalnu (intrapartum) smrt.

### Mortalitet novorođenčadi
Neonatalni mortalitet se odnosi na smrt živorođene bebe u prvih 28 dana života. Rani neonatalni mortalitet odnosi se na smrt živorođene bebe u prvih sedam dana života, dok se kasni neonatalni mortalitet odnosi na smrt nakon 7 dana do pre 28 dana. Neke definicije PNM uključuju samo rani neonatalni mortalitet. Na smrtnost novorođenčadi utiče kvalitet bolničke nege novorođenčeta. Neonatalni i postneonatalni mortalitet (koji pokriva preostalih 11 meseci prve godine života) odražavaju se na novorođenčad.

### Stopa perinatalnog mortaliteta
PNMR se odnosi na broj perinatalnih smrti na 1.000 ukupno rođenih. Obično se izveštava na godišnjem nivou. To je glavni pokazatelj za procenu kvaliteta pružanja zdravstvene zaštite. Poređenje različitih stopa može biti otežano različitim definicijama, pristrasnošću registracije i razlikama u osnovnim rizicima populacije.
PNMR se veoma razlikuju i mogu biti ispod deset za određene razvijene zemlje i više od deset puta veći u zemljama u razvoju.
| Prvih deset zemalja sa najvišom stopom perinatalnog mortaliteta — 2012                                                                                    | Prvih deset zemalja sa najvišom stopom perinatalnog mortaliteta — 2012 | Prvih deset zemalja sa najvišom stopom perinatalnog mortaliteta — 2012 | Prvih deset zemalja sa najvišom stopom perinatalnog mortaliteta — 2012 | Prvih deset zemalja sa najvišom stopom perinatalnog mortaliteta — 2012 | Prvih deset zemalja sa najvišom stopom perinatalnog mortaliteta — 2012 |
| Rang | Zemlja                                                                 | PNMR                                                                   | Rank                                                                   | Zemlja                                                                 | PNMR                                                                   |
| --- | ---------------------------------------------------------------------- | ---------------------------------------------------------------------- | ---------------------------------------------------------------------- | ---------------------------------------------------------------------- | ---------------------------------------------------------------------- |
| 1 | Pakistan                                                               | 40.7                                                                   | 6                                                                      | Avganistan                                                             | 29.0                                                                   |
| 2 | Nigerija                                                               | 32.7                                                                   | 7                                                                      | Bangladeš                                                              | 28.9                                                                   |
| 3 | Sijera Leone                                                           | 30.8                                                                   | 8                                                                      | DR Kongo                                                               | 28.3                                                                   |
| 4 | Somalija                                                               | 29.7                                                                   | 9                                                                      | Lesoto                                                                 | 27.5                                                                   |
| 5 | Gvineja Bisao                                                          | 29.4                                                                   | 10                                                                     | Angola                                                                 | 27.4                                                                   |
| Prema izveštaju iz 2014. godine „Spasite decu”, prikaz mrtvorođene dece tokom porođaja i novorođenačke smrti prvog dana rođenja (na 1.000 ukupno rođenih) |                                                                        |                                                                        |                                                                        |                                                                        |                                                                        |

## Klinička slika
Kliničku sliku karakteriše materica veća nego što odgovara gestacijskoj starosti. Kod akutnog polihidramniona se nagli porast materice dešava u toku nekoliko dana, javlja se bol u trbuhu i krstima, osećaj jakog rastezanja prednjeg trbušnog zida, gađenje, povraćanje, otežano disanje, tahikardija, otoci i djanoza. U slučajevima hroničnog polihidramniona se porast materice javlja u toku nekoliko nedelja, koža trbuha je sjajna, venski crtež pojačan, a slabije su izraženi simptomi pritiska gravidne materice na ..okolne organe: otežano disanje, otoci, cijanoza i ubrzan rad srca.

## Dijagnoza
Dijagnoza se postavlja na osnovu porasta telesne'težine majke, povećanja visine fundusa materice, kio i sonografskim pregledom. Obično se sonografska dijagnoza postavlja na osnovu subjektivnih kriterijuma. Kvantitativno se poli- hidramnion definiše kao povećanje AFI preko 20 cm. Moguće je i na osnovu dimenzija najvećeg džepa plodove vode klasifikovati polihidramnion na blagi (8 —11 cm), umereni (12 -15 cm) i ozbiljni (16 cm i više).
Najveći broj blagih slučajeva je idiopatski. Ovo nije slučaj sa ozbiljnijim oblicima poremećaja, kod kojih u većini slučajeva postoji poremećaj fetusa i/ili majke. Neophodna ispitivanja podrazumevaju ispitivanje metaboličkog stanja majke i isključivanje šećerne bolesti, sonografski pregled u cilju nalaženja anomalija, kariotipizacija i ispitivanje krvne slike i eventualnih infekcija fetusa.
Diferencijalno dijagnostički dolazi u obzir višestruka trudnoća, tumori materice, ovarijuma i mola hidatidoza.

## Terapija
U terapiji se primenjuje tokolitička terapija radi sprečavanja pobačaja ili prevremenog porođaja. Terapija maternalnih poremećaja, u slučajevima gde su oni etiološki faktor, dovodi do korekcije plodove vode. Etiološka terapija je moguća u slučajevima anemije fetusa (imunizacije, infekcije), kada se primenjuju intrauterusne transfuzije.
Simptomatska terapija polihidramniona podrazumeva medikamentozni i hirurški pristup.
Primena inhibitora sinteze prostaglandina (indometacin) dovodi do smanjenja protoka krvi kroz bubrege i produkcije urina fetusa, a samim tim i količine plodove vode. Ovi lekovi mogu dovesti do suženja duktus arteriozusa fetusa. Hirurški pristup podrazumeva amnioderivacije — serijske amniocenteze sa redukcijom količine plodove vode. Kod sindroma blizanačke transfuzije se može primeniti endoskopska laserska okluz- ija placentnih anastomoza.
U slučajevima otkrivanja anomalija fetusa inkompatibilnih sa životom, na zahtev roditelja se može učiniti feticid sa prekidom trudnoće.
Kod porođaja je, pre eventualne indukcije porođaja, ponekada potrebno uraditi amniotomiju. Kod amniotomije neophodna je postepena evakuacija plodove vode, a po porođaju ekstrakcija posteljice, manuelna revizija i uterotonici.
U postplacentnom dobu i puerperijumu je potrebno razmišljati o hipotoniji ili atoniji uterusa, krvarenju koje može rezultirati hemoragijskim šokom, kao i poremećajem kardiovaskularnog sistema zbog nagle dekompresije.

## Kako pružiti psihološku podršku majci kojoj je umrlo dete
Ukoliko je neko do koga vam je stalo doživeo gubitak bebe, postoje stvari koje možete učiniti kako biste im pomogli da prebrode proces patnje i nose se sa smrću svoje bebe. Izbegavanje od strane prijatelja ili porodice, nesigurnost oko toga šta reći ili učiniti, samo povećavaju bol i izolaciju koju osećaa ožalošćena majka. Na tabeli su ponuđeni predlozi koji mogu pomoći onima koji žele pružiti psihološku podršku majci koja je ostala bez deteta:
| Kako prići majci kojoj je umrlo dete i šta preduzmati | Šta ne treba preduzmati u kontaktu sa majkom |
| - Stupiti u kontakt sa majkom. Pokažite vašu iskrenu zabrinutost i pažnju. - Budite na raspolaganju da saslušate, da pomognete sa drugom decom ili šta god je potrebno u to vreme. Ponudite pomoć oko praktičnih stvari kao što su čišćenje kuće i priprema obroka. - Recite da vam je žao zbog toga što se desilo njihovoj bebi i njihove boli. - Dozvolite im da iskažu onoliko boli koliko osećaju u datom momentu i koliko žele da podele. Prihvatite tišinu; ukoliko porodica ne želi da govori o tome, nemojte forsirati razgovor. Pratite njihove znakove. - Ohrabrujte ih da budu strpljivi sa sobom, da ne očekuju previše od sebe i da sebi ne nameću ono „što bi trebali” uraditi. - Dozvolite im da pričaju o svojoj bebi. - Posvetite posebnu pažnju braći i sestrama bebe koja je umrla. - Uverite ih da su uradili sve što su mogli, medicinska nega koju je dobila bila je najbolja ili što god znate da je bilo istina i pozitivno tokom brige u trudnoći i o bebi. - Podstaknite ih da potraže pomoć vani, bilo od zdravstvenog radnika ili nekog ožalošćenog roditelja. - Setite se porodice na bebin rođendan, godišnjicu smrti, na majčin i očev dan i u drugim prilikama. - Budite strpljivi sa njima. Suočavanje sa smrću njihove bebe može zahtevati puno vremena. Ostanite u kontaktu. | - Nemojte da vas vaš osećaj bespomoćnosti spreči da kontaktirate ožalošćenu porodicu. - Nemojte izbegavati porodicu zato što vam je neugodno. - Nemojte reći da znate kako se osećaju (osim ako i sami niste preživeli gubitak deteta, verovatno vam osećaj nije poznat). - Nemojte tražiti detalje o bebinoj smrti. Ukoliko porodica ponudi informacije, saslušajte sa razumevanjem. - Nemojte im govoriti kako da se osećaju ili šta bi trebali da rade. - Nemojte im nametati svoje verske ili duhovne poglede. - Nemojte menjati temu kada pomenu svoje mrtvo dete. - Nemojte ih podsećati da imaju još jedno dete; ili da mogu imati još dece u budućnosti. - Nemojte nikog kriviti za smrt. Nemojte davati komentare koji kažu da nega kod kuće, u obdaništu, u hitnoj službi, bolnici ili gde god nije bila odgovarajuća. - Nemojte pokušavati da nađete nešto pozitivno o smrti bebe. Izbegavajte klišee i lake odgovore. - Nemojte izbegavati da pominjete bebino ime iz straha da ih ne podsetite na bol. - Nemojte im reći „Do sada biste se trebali osećati bolje” ili slične stvari što ukazuje na predrasudu o njihovim osećanjima ili određuje vremenska očekivanja ili ograničenja u vezi sa njihovim procesom oporavka. |

## Efekti neonatalne ishrane na neonatalnu smrtnost
Dodavanje probiotika prevremeno rođenim bebama i bebama male telesne težine tokom njihovog prvog meseca života može smanjiti rizik od infekcija krvi, bolesti creva i smrti u okruženjima sa niskim i srednjim prihodima. Međutim, suplementacija sa vitaminom A ne smanjuje rizik od smrti i povećava rizik od ispupčene fontanele, što može izazvati oštećenje mozga.

## Spoljašnje veze
- WHO 2005 report (језик: енглески)
- European Perinatal Health Report 2010 Архивирано на веб-сајту  (19. јануар 2022) (језик: енглески)